# Karl Heinrich Alberti
Karl Heinrich Alberti (15. prosince 1856 Aš – 1953) byl učitelem ve Vídni a později vyučoval na ašské veřejné škole. Byl též ašský historik, vedoucí místní kroniku.

## Život
Karl Alberti byl synem ašského faráře, Gottloba Traugotta Albertiho, jehož celoživotní dílo, kresby a poznámky jsou dnes jedním z nejdůležitějších děl mapujících historii Ašska.
Navštěvoval učitelský ústav ve slezském Bielsku. Přestěhoval se kvůli školní praxi do Opavy. Ve Vídni získal jmenování ekonomie. Již v té době působil jako spisovatel. Zejména pro Bayreuther Blätter. Byl ženatý s Laurou Jäger (1863–1932).
V roce 1893 byl Alberti ředitel základní a střední první dívčí školy v Aši. Od roku 1921 vedl městskou kroniku města Aše. Jeho dlouhodobý výzkum je shrnut ve čtyřech dílech "Beiträge zur Geschichte von Asch und des Ascher Bezirks" (Články historie Aše a Ašského okresu), publikovaných v letech 1934 až 1940.

## Práce
- Goethe in Asch und Umgebung, 1932
- Das Evangelium im Ascher Lande, Geschichte der evangelischen Kirchengemeinde Asch
- Beiträge zur Geschichte der Stadt Asch und des Ascher Bezirkes, 4 Bände